# 아씨 (1970년 드라마)
《아씨》는 1970년 3월 2일부터 1971년 1월 9일까지 방영한 동양방송 일일연속극이다. 1997년 KBS 2TV에서 리메이크되었다.

## 기획 의도
우리나라 역사 중 가장 격동의 시기인 20년대부터 60년대까지 기록하는, 3대에 걸친 민족의 파란을 배경으로 한 가정과 그 며느리들의 일생을 그린 연속극

## 제작진
- 해설 : 유병희
- 기술감독 : 윤성현
- 미술감독 : 장종선
- 영상 : 장승천
- 조명 : 민화식
- 녹화 : 유복일
- 음향 : 이광수
- 마이크 : 함영태
- 프로젝터 : 서영철
- 분장 : 전예출
- 소품 : 주원용
- 음악 : 백명제
- 타이틀 : 김복균
- 주제가 작사 : 임희재
- 주제가 작곡 : 백영호
- 노래 : 이미자
- 카메라 : 최희원, 김사성, 황기득
- 조연출 : 하강일

## 줄거리
아씨는 남편 긍재가 신여성과 공공연히 외도를 일삼았음에도 불구하고 삼종지덕 여자의 길을 따른다. 시어머니와 시누이의 구박을 참아내며 남편이 밖에서 낳아온 아들 봉구까지 친자식처럼 키워가며 여필종부를 미덕으로 하는 전통적인 한국 여성상을 그려나간다.

## 등장 인물
- 김희준 : 아씨 역

꽃다운 처녀 시절부터 70의 고령에 이르기까지 파란의 삶을 살았던 여인.
- 김동훈 : 수만 역

처녀 시절부터 아씨를 사모해온 마음을 끝내 버리지 못하고 검사가 되어 나타난 초로의 남성.
- 여운계 : 진산댁 역

아씨의 곁을 그림자처럼 따르며 같이 웃고, 같이 울어온 온정의 여인.
- 사미자 : 김씨 역

통지기 딸 출신으로 이참봉의 후처가 되어 가시밭길 세상에서 가시같이 모난 처사도 많이 했지만 노령에는 기독교에 귀의해서 참회함.
- 김창세 : 이긍재 역

벽촌에서 서울로, 그리고 만주로 꿈도 많았지만 많은 여인들을 울려온 남성.
- 선우용여 : 은심 역

긍재의 유학 시절 서로 알게 되어 사랑하게 되고, 봉구를 낳고 그리고 교육자가 된 신여성.
- 김용림 : 아씨의 친정엄마 역
- 주선태 : 이참봉 역

아들의 난봉으로 인해 늘 고독해야만 했던 며느리를 따스하게 보살펴준 전형적 한국의 시아버지.
- 복혜숙 : 노마나님 역

90이 되도록 장수를 누리면서 주변 사람들을 피곤하게 했지만 유머가 깃들여져 있었던 할머니.
- 노운영 : 이봉구 역

드라마의 종반지에서 에필로그에 이르기까지 몰락한 이 씨네 가정에 기둥 구실을 함.
- 김명순 : 춘희 역

봉구를 사랑하는 여자.
- 임왕[2] - 학재 역
- 송승환 : 학재 어린시절 역
- 황정순
- 김종결
- 김성환
- 남수연

## 편성 변경 및 연장
- 1970년 7월 4일부터 주 5회 방영에서 주 6회 방영으로 편성을 변경하였다.
- 아씨 방영 분량이 50부작에서 203회 연장되어 253부작으로 변경 및 확정되었다.[3]

## 참고 사항
- 동양방송(TBC)탤런트 공채 10기생 김성환의 데뷔작이다.[4]
- 1970년 3월 27일 방영분에서, 여운계와 김희준이 연기 도중 자신의 대사에 웃는 장면이 방영되어 비난을 받았다.
- 1970년 3월 31일 방영분에서, 진달래 피는 계절에 소쩍새가 아닌 뻐꾸기 울음을 효과음으로 사용하여 무성의한 제작 태도로 비난을 받았다.[5]
- 1970년 6월 17일, 전날 방송된 필름을 다시 내보내서 시청자들을 당황시켰다.[6]
- 1970년 7월 15일, 100회를 맞았으며, MBC <개구리 남편>, KBS <아버지와 아들>에 이어 100회 이상 방영된 3번째 연속극이었다.[7]
- 1970년 9월 11일에 150회[8], 1970년 11월 9일에 200회[9]를 맞았으며 한국의 최장수 연속극 기록을 세웠다.
- 긍재 역의 김세윤은 당초 30회에 하차하기로 예정되었으나 해당 드라마의 높은 인기로 190회까지 명이 연장되었다.[10]
- 이미자가 부른 주제가를 신인가수의 곡으로 한때 대체한 적이 있다.
- NHK 연속 TV 소설 <오하나항> (1966)과 비슷한 전개로 표절했다는 의혹이 있었다.[11]
- 한국 여자의 일생을 처음 구체적으로 묘사했다는 평을 받았고, 폭발적인 흥행으로 인기 작품 시청률 조사에서 랭킹 1위를 몇 개월 간 유지하였다.[1]
- 주인공 김희준은 드라마를 마친 후 1971년 5월 10일 약혼식을 하였고 1972년 4월 21일 결혼하여 은퇴하였으며[12], 작가 임희재는 드라마 종영 직후 1971년 4월 1일 지병인 위암으로 세상을 떠났다.[13]
- KBS 영상자료실에 제253화(마지막회)가 보관되어 있지만, 다른 회차는 현존하고 있지 않는 것으로 알려졌다.
- 리메이크작에서는 원작의 후반부 극본을 쓴 이철향 작가가 메인 집필자로 가세했다. 원작 담당 PD였던 고성원에게 다시 연출을 맡기는 것이 한때 검토되었으나, 새 스타일로 만들기 위해 김재현이 연출을 담당하기로 하였다.[14] 원작에서 긍재(아씨의 못된 남편)-진산댁 역으로 각각 나온 김창세, 여운계가 리메이크작에서 아씨의 시아버지(김세윤) 시할머니(여운계) 역을 맡았다.[15]
- 리메이크작에서는 여러 설정들이 변경되었다. 아씨의 역할이 여필종부와 삼종지덕의 풍습을 답습한 피동적 여인에서, 인종의 미덕을 받아들이면서도 격동의 시대를 적극적으로 헤쳐나가는 여인으로 바뀌었으며, 수만의 역할도 고학으로 변호사가 되는 역할에서 일제시대 거상 밑에서 일을 배워 준재벌로 성장하는 역할로 바뀌었다. 배경은 1910~70년대 충청도에서 1942~90년 경기도로 수정되었으며, 야외촬영을 위해 경기도 가평에 오픈세트장을 세웠다.[16]
- 원작에서 이미자가 부른 주제가 노래는 리메이크작에서 전미경이 불렀는데[17] 원작의 구슬픈 멜로디를 유지시킨 대신 가사만 변경시켰다.

## 시청률
텔레비전 보급 이후, 수도권과 부산 지역의 드라마 사상 최고 시청률 80%를 기록하였다.

## 같이 보기
- 아씨 (리메이크작, 1997년 드라마)